# ESFP

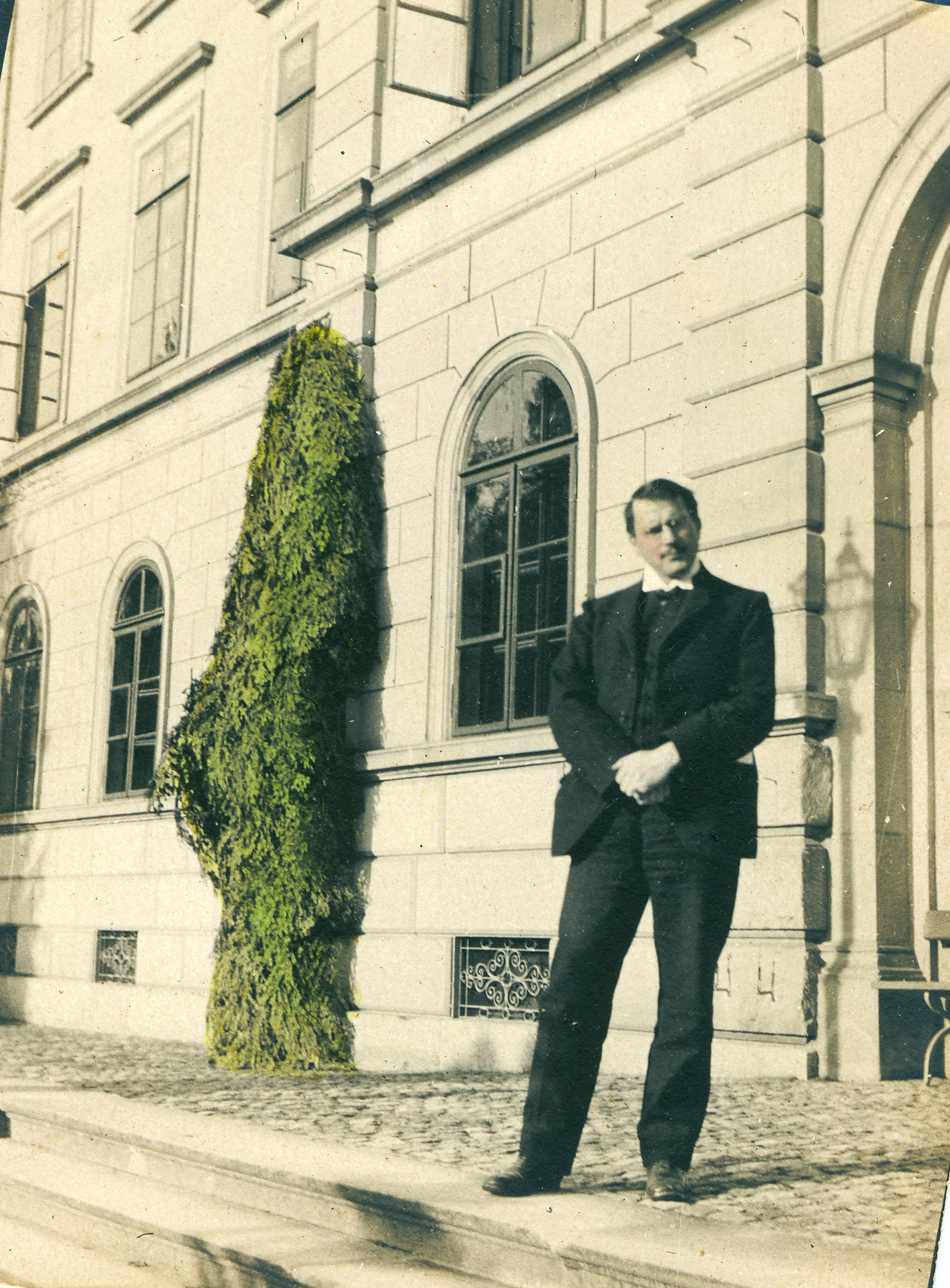
1910年的卡尔·荣格。

ESFP（外倾/感觉/情感/理解）是迈尔斯·布里格斯性格分类法中十六种人格类型之一. ，在柯尔塞气质类型测试中被称为「表演者」，属于工匠的四种类型之一，约占人口的4%-10%。

## MBTI偏好
MBTI通過以下偏好將人們歸類：:5-7
- 能量態度（注意力方向與能量來源）：外向或內向（E/I）
- 感知功能（信息收集方式）：實感或直覺（S/N）
- 判斷功能（決策方式）：思考或情感（T/F）
- 生活態度（對待外在世界的方式）：判斷或感知（J/P）

四個字母的組合遵循E/I、S/N、T/F、J/P的順序，由此產生了16種可能的字母組合，如ESTJ、ISFP、INFJ、ENTP等16種獨特的類型:29。在MBTI的理論中，「類型」表達的信息量不只是「4個偏好」，它代表了功能（S、N、T、F）、能量態度（E、I）以及對外界的態度（J、P）之間的一組複雜的動態關係:29。根據MBTI的論述，每組二分法的兩個「偏好」類似左撇子與右撇子，人們確實會使用雙手，但通常會用喜歡的那隻手伸手，因為那樣更自然:117。更重要的是，所有偏好和類型都同樣有價值，MBTI並不顯示一個人的能力。每種人格類型都有它自己的潛在優勢，和提供機遇能讓這優勢成長的領域:52
- E——外倾相对于内倾。ESFP通常感觉在与他人的互动中有积极性。于社交中，他们获得能量（同样的情况下，内倾者消耗能量）。[7]
- S——感觉相对于直觉。相比关心于抽象事物，ESFP更加关心具体事物。他们更倾向于关注细节而不是整体，关注最切近的现实而非未来的可能性。[8]
- F——情感相对于理性。ESFP通常认为个人偏好高于客观标准。在做决定的时候，他们通常更多地基于对人情世故的考虑，而不是逻辑。[9]
- P——理解相对于判斷。ESFP倾向于推迟作出决定。[10]

## 特征

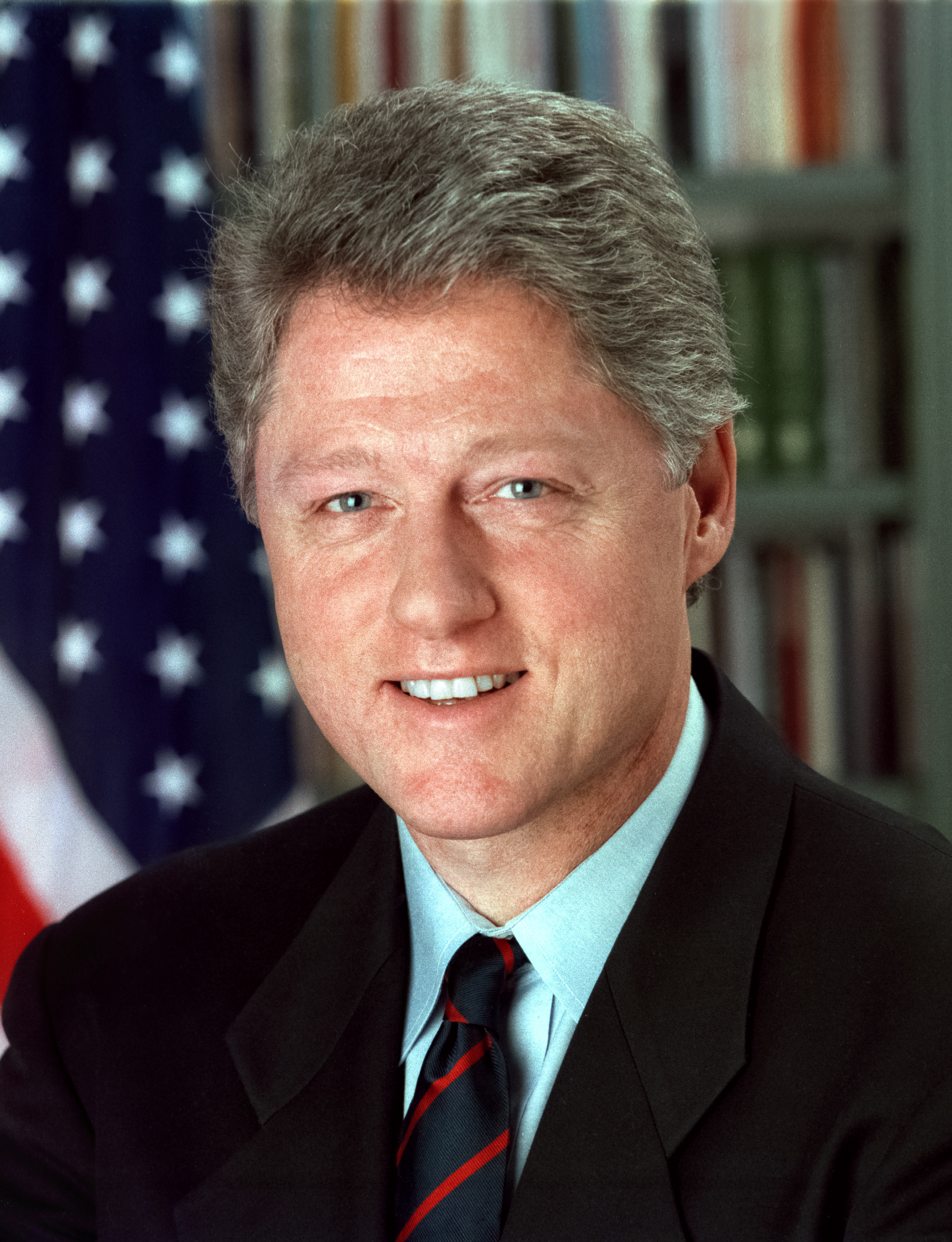
一些人认为比尔·克林顿是个ESFP。 但是，根据MBTI伦理应用的指导方针，只有那些参加了类型评估的人能决定他们最适合于哪一型。

### 类型描述
ESFP们活在当下，把生活体验到极致。他们喜欢别人，也喜欢物质上的舒适。他们总能找到创造性的方式来满足自己的需求，很少让传统和习俗阻碍自己。ESFP们是优秀的团队成员，试图在完成任务时能有最大限度的乐趣，以及最少的不和谐因素。作为一个活跃的类型，他们在新的体验中得到乐趣。
对大部分的事物，ESFP们通常马上作出反应。比起研究或阅读，他们在实际操作中能学到更多，因此他们倾向于一头扎进某件事，通过和环境互动来学习。他们通常不喜欢理论和书面的解释。ESFP们可能难以适应传统的学校，尽管对有兴趣的科目他们会学得很好。
观察力敏锐、实际、现实而注意细节的ESFP们通常根据自己的标准做决定。他们内在地运用情感判断，认同以及移情他人。他们对人类的举止观察敏锐，因为他们天生留意周围的世界。他们很快地发现别人身上在发生什么，然后根据别人的需要来作出回应。他们尤其擅长于在紧急关头动员他人。因为他们的大度、乐观和善于说服别人，ESFP们擅长于和别人交流，且经常扮演调解者的角色。
ESFP们喜欢新的生活体验以及与别人交流。鉴于活在当下，他们通常不会想到行动的长远影响。他们十分实际，同时不喜欢例行公事，而是渴望跟着感觉走。事实上他们通常玩世不恭。因为他们通过切实的体验学习效果更好，一些ESFP可能会觉得在教室里学习让他们头痛，特别是对那些直觉功能几乎没发展的人来说。

### 他人的认知
其他人通常认为ESFP们是机智、支持性的，同时也社交性、爱打趣、率性。他们能在生活中找到满足感，和他们相处也很有趣。他们是随和、通情达理的。他们很少预先计划，因为相信自己随机应变的能力。他们不喜欢规则和例行公事，通常会找到避开它们的方式。.

### 需要重点突破的方面
一些时候，生活情境并不支持ESFP们表达和发展他们的情感功能和感觉功能。如果他们没有健全发展他们的情感偏好，他们可能在和别人的交流中遇到麻烦，不具备估量和控制自己的技巧。如果他们没有健全发展他们的感觉偏好，他们将被局限于自己的物质需求，特别是当这些需求让他们需要和别人沟通的时候。
如果ESFP们找不到能让他们利用自己的天赋，并因此得到赏识的地方，他们通常会感到挫败，并可能心不在焉或过分激动。他们可能会在接受和应对截止日期方面遇到麻烦。他们也可能会变得过度敏感，胡乱揣测他人的举动和决定背后的意图。
在巨大的压力下，ESFP们可能会觉得自己被消极的可能性淹没。在这之后，他们将会把精力用于为此寻找过度简单的、大而化之的解释上。

## 认知功能

### 主导功能：外倾感觉（Se）
Se集中于当下的、物质的世界所带来的体验和感觉。以对当下周遭事情的敏锐察觉，它带来关于前方的相对事实和细节，而且可能导致自发的行动。

### 辅助功能：内倾情感（Fi）
Fi过滤信息，这种过滤的基础是缘于标准（经常是无形的）形成的判断。Fi时常协调价值观。在各种情形下，它天生地和微妙的差别相合，并知道什么是对什么是错。

### 第三功能：外倾思考（Te）
Te组织、安排环境和想法，好成功达成目标。Te寻求行动、事件和结论的合理解释，并试图找到逻辑的错误和序列中的间隔。

### 第四功能：内倾直觉（Ni）
Ni将看起来矛盾的事物合成出先前无法想象的成果，同时它也被象征性的东西吸引。这些成果的实现通常伴随着需要行动来完成的确定性，同时其解决办法中可能包括复杂的系统或一般性的真理。

### 隐藏功能
后来的人格类型研究者（特别是琳达·V·贝伦斯） 在这个降序排列中添加了四个附加功能。这些功能被称为隐藏功能，因为一个人并不自然地倾向于它们，但在压力之下它们也会浮现。对ESFP来说，这些隐藏功能是（按次序）：
- 内倾感觉（Si）:Si收集关于当下的数据，然后把它们和过去的经验比较，这过程有时候随着记忆唤起与之关联的感觉，就好像再体验一遍过去。为寻求保护那些熟悉的东西，Si回溯历史，用以形成对未来的期望和目标。[19]

- 外倾情感（Fe）：Fe寻找社会上的联系，并用礼貌、体贴、得体的举止营造和谐的沟通。Fe对他人明确（或暗示）的需求作出回应，甚至可能会制造内在自我需求和欲望的冲突来满足别人。.[20]

- 内倾思考（Ti）:Ti寻求精确，比如表达一个概念最合适的词。它注意到事物本质之间微不足道的差别，然后将它们分析并归类。Ti细查一个问题的每一面，寻找解决问题最不费力、风险最小的方法。它用模型甄别出逻辑上的不一致。.[21]

- 外倾直觉（Ne）:Ne寻找并解释隐含意义，用“如果”开头的问题来探索选择，允许多种可能性共存。这种想象中的游戏把直觉和来自多种不同来源的经验结合在一起成为新的，这可能成为行动的催化剂。[22]